# Triplectides neblinus
Triplectides neblinus är en nattsländeart som beskrevs av Ralph W. Holzenthal 1988. Triplectides neblinus ingår i släktet Triplectides och familjen långhornssländor. Inga underarter finns listade i Catalogue of Life.